# Ланента
Ланента (пол. Łanięta) — село в центральной части Польши. Административный центр одноименной гмины Кутновского повета, Лодзинское воеводство.
Находится примерно в 15 км к северо-западу от Кутно и в 65 км севернее Лодзи.
Население — 604 человек (2011).

## История
В 1469 году здесь был построен костёл Вознесения Пресвятой Девы Марии. Ланента известна тем, что во время революции 1905—1907 годов в Царстве Польском в марте 1905 года здесь произошёл расстрел сельскохозяйственных рабочих. Солдаты 192-го пехотного полка под командованием капитана Гриба открыли огонь по толпе забастовщиков, убив при этом двенадцать и ранив пятнадцать человек. В 1950 году в селе был открыт памятник, посвящённый забастовке 1905 года. Памятник расстрелянным жителям с. Ланента установлен на приходском кладбище в Кутно.

## Достопримечательности
Согласно реестру памятников Института национального наследия Польши, в с. Ланента внесены следующие объекты:
- приходская церковь Вознесения Пресвятой Девы Марии (1643, 1866—1868)
- колокольня
- церковное кладбище
- усадебный комплекс, первая половина XIX века (усадьба, замковая пристройка и парк)[1]